# Tina Dalakishvili
Tina Dalakishvili, nata Tinatin Dalakishvili (Tbilisi, 2 febbraio 1991), è un'attrice e modella georgiana.

## Biografia e carriera
Dalakishvili ha conseguito una laurea in progettazione paesaggistica (landscape design).
Prima di esordire nel mondo della moda e del cinema ha prestato il suo volto in numerosi servizi amatoriali realizzati dall'amica e fotografa Mariam Sitchinava. I suoi scatti sono stati notati da Urban Outfitters, azienda di moda statunitense, che nel 2011 la assume per realizzare il lookbook primaverile. Da questo primo incarico come modella, Dalakishvili inizia a lavorare per altri brand e stilisti di moda georgiani fra i quali ARCHessories, Beradze, Aka Nanitahvili e Lasha Devdariani. 
Parallelamente alla sua carriera da modella, Dalakishvili prende parte ad alcune audizioni per il cinema e dopo un paio di comparse riesce ad entrare nel cast principale del film di Zaza Urushadze intitolato Bolo Gaseirneba, a cui seguono ruoli principali nei film di successo Love with Accent, Tbilisi I Love You e Star. Nel 2014 è protagonista del cortometraggio Lost in Escapade di Beso Turazashvili, in competizione al Short Film Corner del Festival di Cannes 2015.

## Filmografia
- Seazione – regia di Dato Borchkhadze (2010)
- Agnus Dei – regia di Agim Sopi (2012)[4]
- Bolo gaseirneba – regia di Zaza Urushadze (2012)
- Love with Accent – regia di Rezo Gigineishvili (2012)
- Irandam Ulagam – regia di Amma (2013)
- Tbilisi I Love You – vari registi (2014)
- Star – regia di Anna Melikyan (2014)
- Lost in Escapade – cortometraggio di Beso Turazashvili (2014)
- Barefooted – cortometraggio di Giga Baindurashvili (2014)
- Intérieur Nuit – film musicale di Marvin Jouno sul suo album d'esordio (2016)[5]
- Hostages – regia di Rezo Gigineishvili (2017)[6]
- Abigail – regia di Aleksandr Boguslavskiy (2019)
- Let It Snow – regia di Stanislav Kapralov (2020)
- Extraction 2 – regia di Sam Hargrave (2023)

## Doppiatori italiani
Nelle versioni in italiano delle opere in cui ha recitato, Tina Dalakishvili è stata doppiata da:
- Martina Tamburello in Abigail
- Veronica Puccio in Let It Snow
- Antilena Nicolizas in Extraction 2

## Riconoscimenti
- Odessa International Film Festival:
- 2014: Vinto menzione speciale della giuria per Star